# شو شیائوگوانگ
شو شیائوگوانگ (انگلیسی: Xu Xiaoguang؛ زادهٔ ۳ اوت ۱۹۵۴) تیرانداز اهل چین بود. وی در بازی‌های المپیک تابستانی ۱۹۸۴ و ۱۹۸۸ حضور داشته‌است.